# 야곱
야곱(히브리어: יַעֲקֹב 야아콥, Ya'aqōv (도움말·정보), 영어: Jacob 제이콥[*])은 창세기에 나오는 인물이다. 아브라함의 손자이며, 이삭과 리브가의 둘째 아들로서 에서의 쌍둥이 동생이다. 나중에 형 에서를 만나기 전 얍복 강가에서 천사와 씨름하다가 천사에게 이스라엘이라는 이름을 얻게 되었고, 그로 인해서 그의 아들들 12명의 후손들이 이스라엘 민족이라는 이름을 갖게 되었다고 전해진다.

## 이름의 의미
히브리인들은 자신들의 자녀를 낳을 때, 당시 상황이나 삼태를 담아 이름을 지었다. 야곱의 쌍둥이 형 '에서'는 붉은 피부를 가지고 태어났기 때문에 '붉다'는 뜻을 가진 '에서'로 이름 지었다. 야곱이라는 이름은 아케브(히브리어: עקב "뒤꿈치")에서 유래되었으며 어머니 리브가가 쌍둥이 형 에서를 낳았을때, 에서의 발 뒤꿈치를 붙잡고 태어나서 "뒤꿈치를 붙잡다"라는 뜻이다. 후에 야곱은 하나님의 뜻을 따라서 이스라엘로 개명했다(창32:24~32). '이스라엘'은 "하나님과 겨루어 이김"이라는 뜻이다.

## 역사성
고고학자이자 성서학자인 윌리엄 F. 올브라이트(William F. Albright, 1961년)는 아브라함과 야곱의 이야기가 기원전 19세기경으로 거슬러 올라갈 수 있다고 주장했지만, 성경의 역사성을 고고학적 증거가 뒷받침해주지 못한다며 이와 같은 주장에 반대하는 학자들도 나타났다.. 또한, 야곱, 이싸갈, 아셀과 같은 성경의 족장들의 이름은 대부분의 성경 학자들이 성경의 족장들이 살았다고 믿는 시기인 중기 청동기 시대(MBA; 기원전 2000-1500년)의 기록인 13왕조의 브루클린 파피루스 35.1446(Papyrus Brooklyn 35.1446)에서 확인되기도 하며, 당시의 시리아 지역에는 성서 속 베냐민과 같은 이름의 셈족 부족들이 활동하였었지만, 이러한 이름들은 이후 시대에도 사용된 일반적인 셈족 이름이기 때문에 족장들의 이야기의 역사성을 증명하지는 않는다. 나훔 M. 사르나 (1978)는 족장들의 이야기 연대를 측정할 수 없다고 해서 그들의 역사성이 반드시 무효화되는 것은 아니라고 지적했다.
게르하르트 폰 라트(Gerhard von Rad)는 그의 《구약성서 신학Old Testament Theology》 (1962)에서 족장 내러티브는 공동체가 자신의 경험을 통해 나중에 해석한 실제 사건을 기술한다고 보았다. 토머스 L. 톰슨과 같은 다른 학자들은 내러티브를 이데올로기 및 신학적 목적을 가지고 있지만 이스라엘 정착 이전 기간의 역사적 재구성에는 신뢰할 수 없는 후기 문학 작품(기원전 6세기 및 5세기)으로 간주한다. 《족장설화의 역사성The Historicity of the Patriarchal Narratives》 (1974) 에서 톰슨은 내러티브가 희망을 구현하기 위해 과거의 상상적인 그림으로 표현된 어떤 긴급한 상황에 대한 반응으로 발생했다고 제안했다.
《The Ascent of Man》 (1973) 에서 야코프 브로노프스키(Jacob Bronowski)는 야곱과 이란의 박티아리 민족을 상징하는 인물의 이름과 야곱 설화의 유사점을 지적했다. 둘 다 두 명의 아내를 둔 목동이었고 유목 민족의 조상 족장으로 간주된다.
고고학자 윌리엄 G. 데버(William G. Dever)는 2001년에 다음과 같이 썼다: "한 세기에 걸친 철저한 조사 끝에 존경할 만한 모든 고고학자들은 아브라함, 이삭 또는 야곱을 '역사적 인물'로 만들 어떤 맥락도 복구할 희망을 포기했다." 팀나 계곡의 최근 발굴에서는 이스라엘 또는 심지어 아라비아 반도 외부에서 발견된 가축화된 낙타의 가장 초기 뼈일 수 있는 것을 발견했는데, 이는 기원전 930년경으로 거슬러 올라가는 기원전 10세기의 것이다. 이는 아브라함, 이삭, 야곱, 에서, 요셉의 이야기가 이 시기 이후에 작성되었음을 보여주는 증거로 사용된다.
이스라엘 핀켈슈타인은 야곱과 에서 이야기는 기원전 8세기 이스라엘이 멸망하면서 유다로 이주한 유민들을 유다 왕국이 유다 왕국에 통합시키기 위해 아브라함, 이삭, 야곱 전승을 합칠 때, 유다와 에돔 왕국 사이의 관계를 표현하는 전승이 흡수되어 야곱과 에서 이야기로 변하게 된 것으로 추정되지만, 보다 이전인 기원전 8세기 이스라엘의 유물인 쿤틸렛 아즈루드 (Kuntillet Ajrud) 도자기 파편에서 이스라엘의 수도 중 하나인 사마리아와 에돔의 수도 중 하나인 데만을 야훼(하나님)의 성소로 언급하는 것을 근거로 이스라엘이 멸망하기 이전에 이미 에돔 왕국과 접촉했다고 보아 당시인 기원전 8세기의 에돔 왕국과 이스라엘 왕국 사이의 관계를 비유적으로 표현한 전승으로 추정되기도 한다고 제안하였다. 그리고 그는 이외의 다른 이야기인 야곱이 메소포타미아의 하란에서 삼촌인 아람인 라반을 섬기는 이야기는 기원전 8세기 이스라엘인들에게 지배국인 아시리아인들에게 예를 갖추어 행동하도록 교육하기 위해 만들어진 전승 곧, 아시리아인을 아람인 라반으로, 이스라엘인을 야곱으로 비유하는 전승으로 추정되는데, 당시 하란은 아시리아의 서부 수도였으며 아람인들은 아시리아인들과 공존한 동시에 아시리아 사회의 모든 계층에 침투했고 아람어는 당시의 공용어로 쓰이기까지 하였기에 아시리아인이 아람인 라반으로 비유되고 이야기의 배경이 하란인 것은 이러한 당시의 시대적 배경과 상황에 부합한다고 언급했다. 또한, 야곱과 라반 이야기 중 서로 경계비를 세우고 언약을 맺는 이야기인 창세기 31:45-54는 이야기의 지리적 배경을 근거로 이스라엘이 아니라 길르앗에서 기원한 길르앗의 국경에 대한 전승으로 야곱 전승 가운데 가장 오래된 이야기이며 이스라엘 왕국 시대 이전의 것이었지만 기원전 8세기 이스라엘이 여로보암 2세의 치세 동안 영토를 확장하여 길르앗을 손에 넣으면서 이스라엘로 수입되어 이스라엘의 민족 신화로 거듭난 전승으로 추정되며, 아마도 그 과정에서 야곱 전승과 전승 속 인물인 야곱은 이스라엘의 주요 성소인 벧엘과 브누엘를 장려하기 위해 이곳들과도 연관지어지게 된 것으로 추정된다고 제안하였다.

## 창세기에 나타난 야곱
야곱은 아브라함, 이삭과 더불어 창세기에 주요한 인물이다. 개역한글 성경에 총 365회 등장할 정도로 주요한 인물이다.

### 야곱의 탄생
야훼의 예언을 따라 리브가는 쌍둥이를 임신하는데, 큰 자는 어린 자를 섬기리라 하신 예언을 받았다. 이에 에서와 야곱은 이삭의 쌍둥이 아들로 태어난다. 형은 에서이고, 야곱은 동생으로, 에서의 발꿈치를 잡고 나왔다. 이 때 이삭의 나이는 60세였다.(창 25:26)

### 에서에게 장자의 권한을 빼앗음
창세기 25장 29-34절은 에서가 장자권을 야곱에게 판 이야기를 다룬다. 에서는 이삭의 첫 아들로서, 장자의 권리를 가지고 있었지만, 장자의 권을 별로 귀중하게 여기지 아니하였다.(창 25:34) 이삭이 육십세(창 25:26)에 낳은 쌍둥이 에서와 야곱은, 태중에서부터 서로 싸우므로 여호와께 묻자오니, 여호와께서 이르시되, "두 국민이 네 태중에 있구나 두 민족이 네 복중에서부터 나누이리라 이 족속이 저 족속보다 강하겠고 큰 자는 어린 자를 섬기리라 (창 25:22~23)"는 답을 주셨고, 세상에 태어나 에서는 익숙한 사냥군인고로 들사람이 되었고 야곱은 종용한 사람인고로 장막에 거하였다. 아버지 이삭은 에서가 사냥한 고기를 좋아하였고 그의 아내 리브가는 야곱을 사랑하였다.(창 25:27~28) 어느 날, 야곱은 팥죽을 쑤고 있다가, 사냥에서 돌아 온 배고픈 에서의 권유를 맞이하게 되는데, "내가 곤비하니 그 붉은 것을 나로 먹게 하라(창 25:30)"하여, 에서는 "형의 장자의 명분을 오늘날 내게 팔라(창25:31)"하여 에서는 결국 팥죽 한그릇에 장자권을 팔아버렸다.(창 25:29~34) 히브리서에서는 그런 에서의 행동을 망령되다고 표현하였다.(히 12:16)

### 이삭이 에서에게 하는 축복을 가로챔

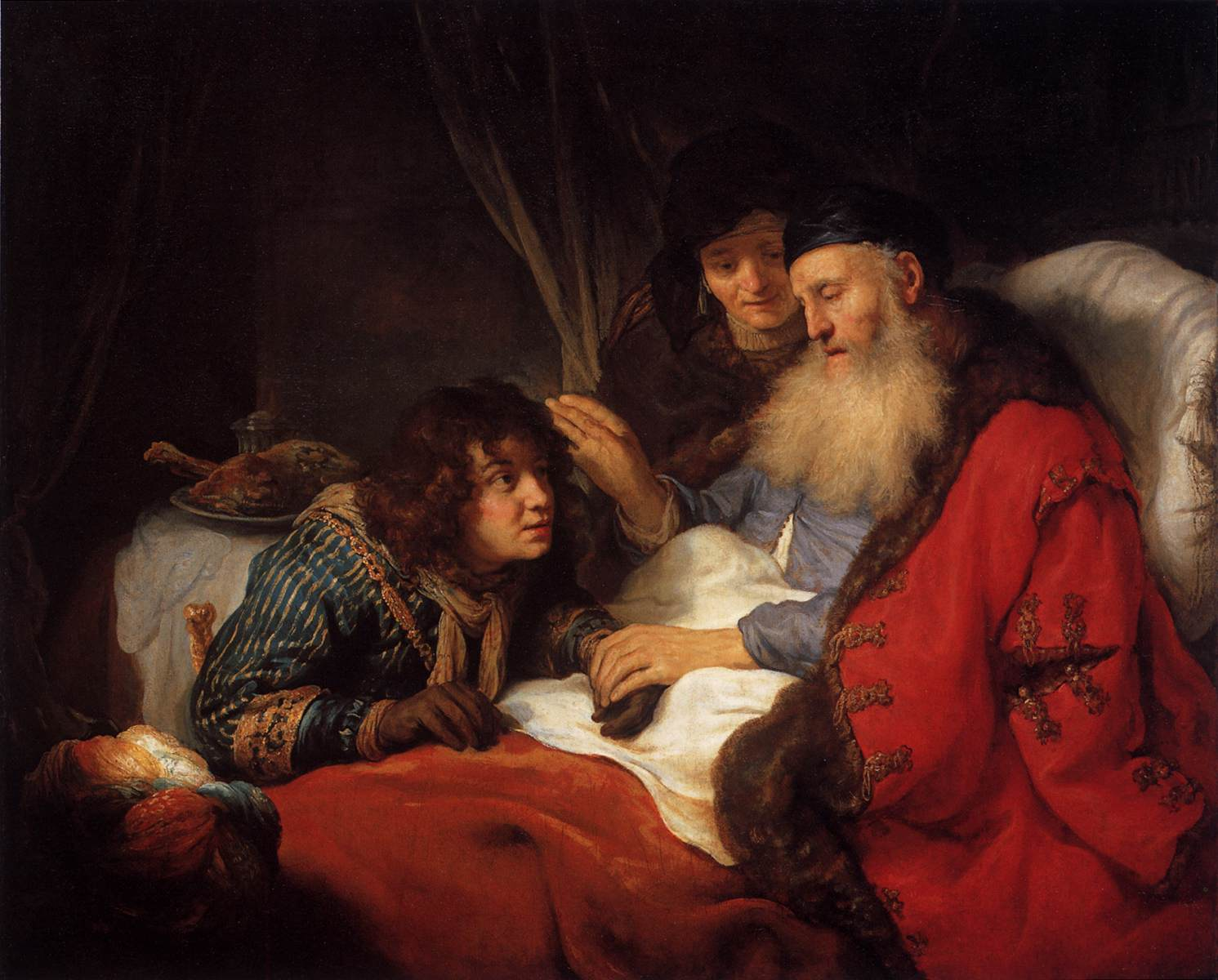
나이 많은 이삭이 야곱을 축복하는 장면. 고버트 플링크. 1638년.

나이 많아 죽을 날이 얼마 남지 않은 이삭은 장자인 에서에게 축복하려고 사냥한 짐승으로 별미를 만들어 오라고 한다.(창 27:1~4) 이삭의 아내 리브가는 자신이 사랑하는 야곱이 축복을 받게 하기 위해서 야곱을 에서처럼 꾸미고 별미를 만들어서 야곱이 장자의 축복을 받을 수 있게 하였다.(창 27:6~30) 에서는 이 사실을 알고 방성대곡하였다.

### 외삼촌 라반의 집으로 피신함
형 에서가 야곱을 죽이기 위해서 호시탐탐 노리자 리브가는 자신의 오라버니 라반에게 피신하도록 주선하고, 라반의 딸과 결혼하도록 명한다.(창 27:41~ 창 28:2) 이에 야곱은 하란으로 가서 라반의 집에 유숙하게 된다.

### 야곱의 사다리

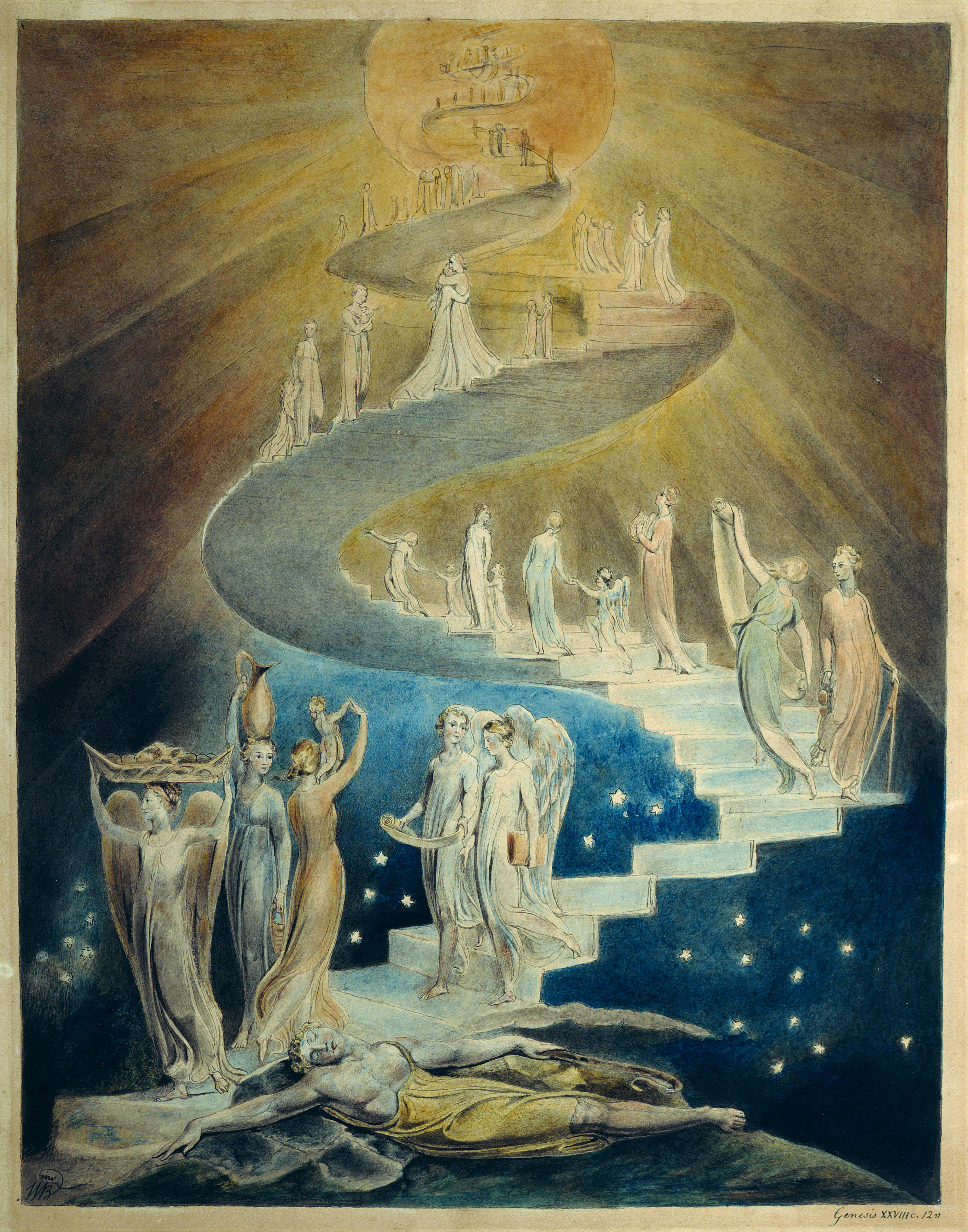
야곱의 꿈. 윌리엄 블레이크. 1800년 경 작품. 대영박물관 소장.

라반의 집으로 가는 도중에 루스라는 곳에서 잠을 자다가 꿈에 하늘까지 닿은 사다리를 보게된다. 그 사다리에서 천사들이 오르락 내리락 하는 것을 보게 된다.(창 28:10~12) 그리고, 하나님께서 지금 누워 있는 땅에 대하여 야곱의 땅이 될 것이고, 자손들이 넘치게 될 것이며, 땅의 모든 족속이 야곱과 야곱의 자손을 인하여 복을 받게 될 것이라고 축복을 해 주신다.(창 28:13~14) 이에 하나님의 축복을 깨달은 야곱은 자신이 베고 잤던 베개 돌을 세우고 기름을 부은 후 그 지역을 벧엘(뜻: 하나님의 집)이라고 명하였다. 야곱이 하나님께 기도드리기를 무사히 집에 돌아가게 해 주시면, 하나님을 섬기고 그 지역에 하나님의 성전이 서게 할 것이고, 십일조를 드리겠다고 서원했다.

### 라반 삼촌집에서 정착하고 결혼함

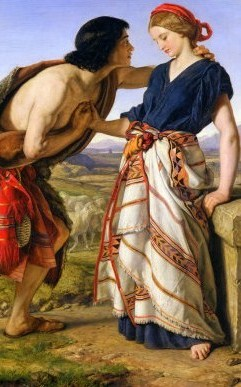
라헬과 야곱. 윌리엄 다이스.

라반의 집 근처에 도착하자 라헬을 만나게 된다. 라헬은 야곱의 도착을 부친 라반에게 알리고, 라반은 기쁘게 야곱을 맞이한다. 라반에게는 첫째딸 레아와 둘째 라헬이 있는데, 야곱은 아름다운 라헬을 사랑하게 된다.(창 29:18) 야곱은 라반에게 라헬과 결혼을 요청하고, 그 댓가로 칠년간 라반에게 봉사하게 된다.(창 29:18) 라반도 야곱의 제안에 동의했다. 하지만, 칠년간 봉사 후에 야곱이 결혼하게 된 것은 라헬의 언니 레아였다. 지역 풍습상 언니보다 동생이 먼저 결혼한 경우는 없다는 핑계였다. 그로 인해서 칠년간 추가로 봉사를 하여 라헬과 결혼을 하게 된다. 그리고, 둘의 몸종이었던 빌하와 실바도 첩으로 받아들여 아들들을 낳게 된다.(창세기 29~30장) 결국 4명의 부인을 통해서 12명의 아들을 출산하게 된다.

### 부자가 된 야곱
십사년을 봉사하여 라반의 짐승을 기르면서 부인과 아이들 외에 가진 재산이 없던 야곱은 라반에게서 떠나기를 요청했다. 이에 라반은 일 잘하는 야곱에게 품삯을 정하여 계속 같이 있자고 요청한다. 야곱은 점 같은 표식이 있는 짐승들을 모두 자신에게 속한 것으로 인정해 달라고 제안 한다. 제안에 동의한 라반은 표식이 있는 것들은 모두 빼서 자기 아들들에게 주고, 점 없는 짐승들만 야곱에게 맡긴다.(창 30:35) 야곱의 품삯을 강제로 변경한 것이다. 그러나 야곱은 열심히 일을 하면서 점 있는 짐승이 태어나도록 여러 가지 방법을 동원해서 짐승을 친다. 외삼촌이 열번이나 품삯을 변경했지만(창 31:7~10) 결국 많은 짐승을 거느리는 부자가 되었다.(창 30:43)

### 고향으로 돌아가는 야곱과 그 가족

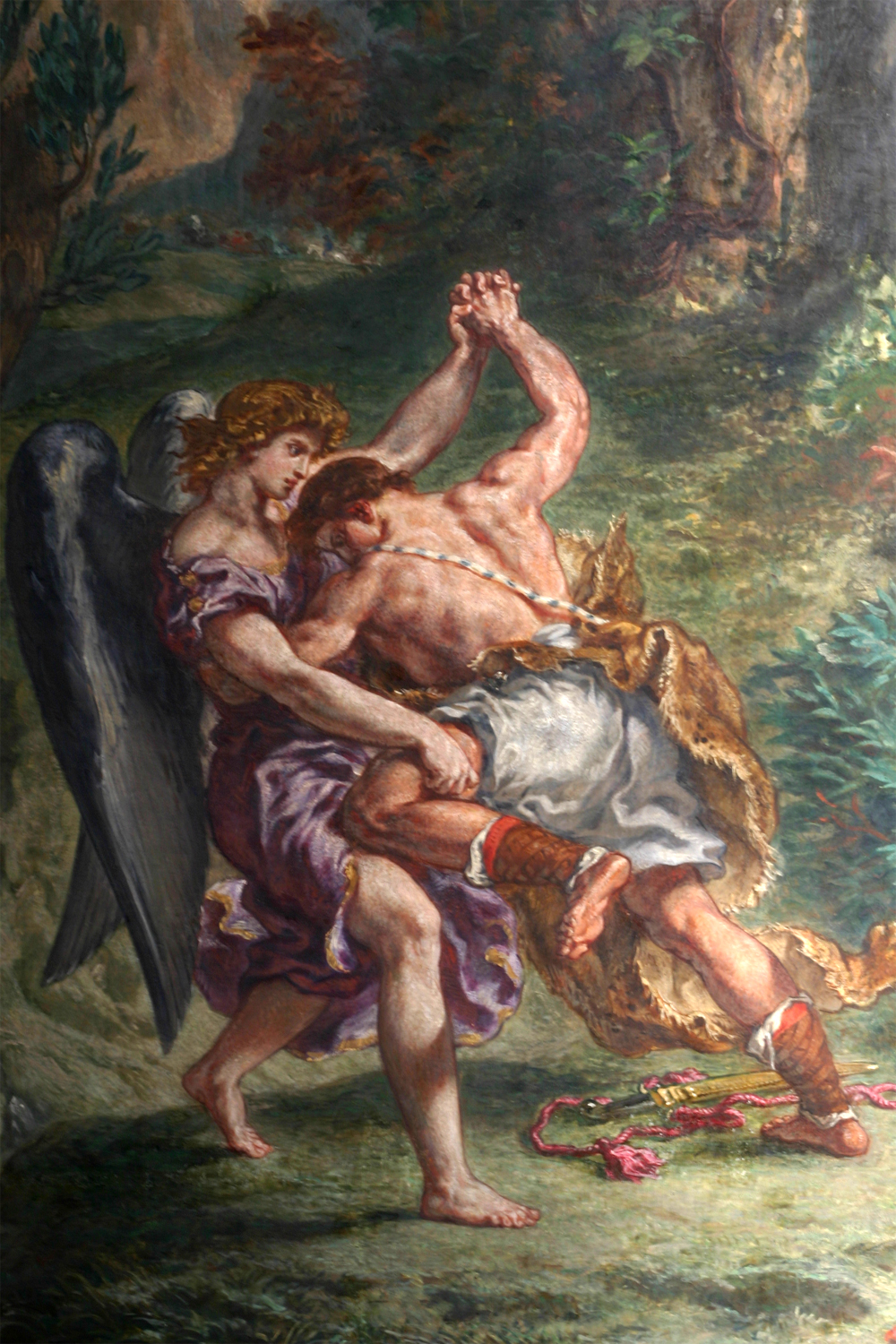
천사와 씨름하는 야곱. 외젠 들라크루아

야곱이 야훼의 축복을 받아 부자가 되면서 외삼촌의 가족과 사이가 나빠졌다. 이때 야훼께서 고향으로 돌아가라는 말씀을 주신다.(창 31:1~3) 이에 부인들에게 상황을 설명하고 라반에게 이야기하지 않은 채 가나안으로 출발한다.(창 31:14~18) 삼촌 라반은 삼일 후에 그 사실을 알게 되었고, 칠일간 쫓아가서 야곱의 가족을 따라잡으나, 잡을 핑계 거리가 없으므로 결국 놓아주게 되고, 야곱 가족을 인정해 주기로 약속한다.
집으로 돌아가는 길에 가장 큰 걱정이 또 있었으니, 장자의 모든 권한을 다 빼앗긴 에서가 앙심을 품고 야곱을 죽이지 않을까 하는데 대한 공포이었다. 이윽고 에서가 사백인을 거느리고 야곱을 맞으러 나온다는 소식을 듣게 되었다. 이에 야곱은 자신의 종들과 짐승들을 두 떼로 나눠서 전진한다. 반 무리라도 살리려고 이런 행동을 하였다. 그리고, 형에게 예물을 조금씩 계속 먼저 보내어 마음이 풀어지는지를 확인하고 가기 위해 가장 마지막에 뒤에 남는다.
이 순간 천사가 나타나서 야곱과 씨름을 하게 된다. 야곱은 천사가 환도뼈를 위골시키는 고통에 이르게 하였는데도, 천사에게 축복 받기를 원하였으며, 이에 그 천사는 야곱에게 이스라엘(뜻: 야훼와 겨루어 이김)이라는 이름을 지어주고, 야곱과 그 자손이 번창할 것을 약속하며 사라진다. 야곱은 이곳을 브니엘(뜻: 야훼의 얼굴)이라고 이름 짓고, 자신의 생명 보전을 확신하였다.
형 에서를 만나 조우하며, 형에게 예물을 드리고 형의 거주지로 돌려 보냈다. 자신은 세겜 성 앞에 정착하고 세겜 사람들에게 은 일백개를 주고 그 지역의 밭을 사게 된다.

### 야훼와의 약속을 지키는 야곱
에서에게 피하면서 가던 길(벧엘)에 야훼께 기도를 드리며 '무사히 집에 돌아갈 수 있게 되면, 야훼의 성전을 세우겠다'고 약속을 드렸는데, 약속 드린대로 야훼의 성전을 세우기 위해 다시 벧엘로 가게 된다. 가기 전에 집에 있던 가솔의 모든 우상을 없애고 야훼께 나아가게 된다. 벧엘에서 야훼께 돌 기둥을 세우고 기름을 부었다.

### 야곱이 애굽으로 가게 됨

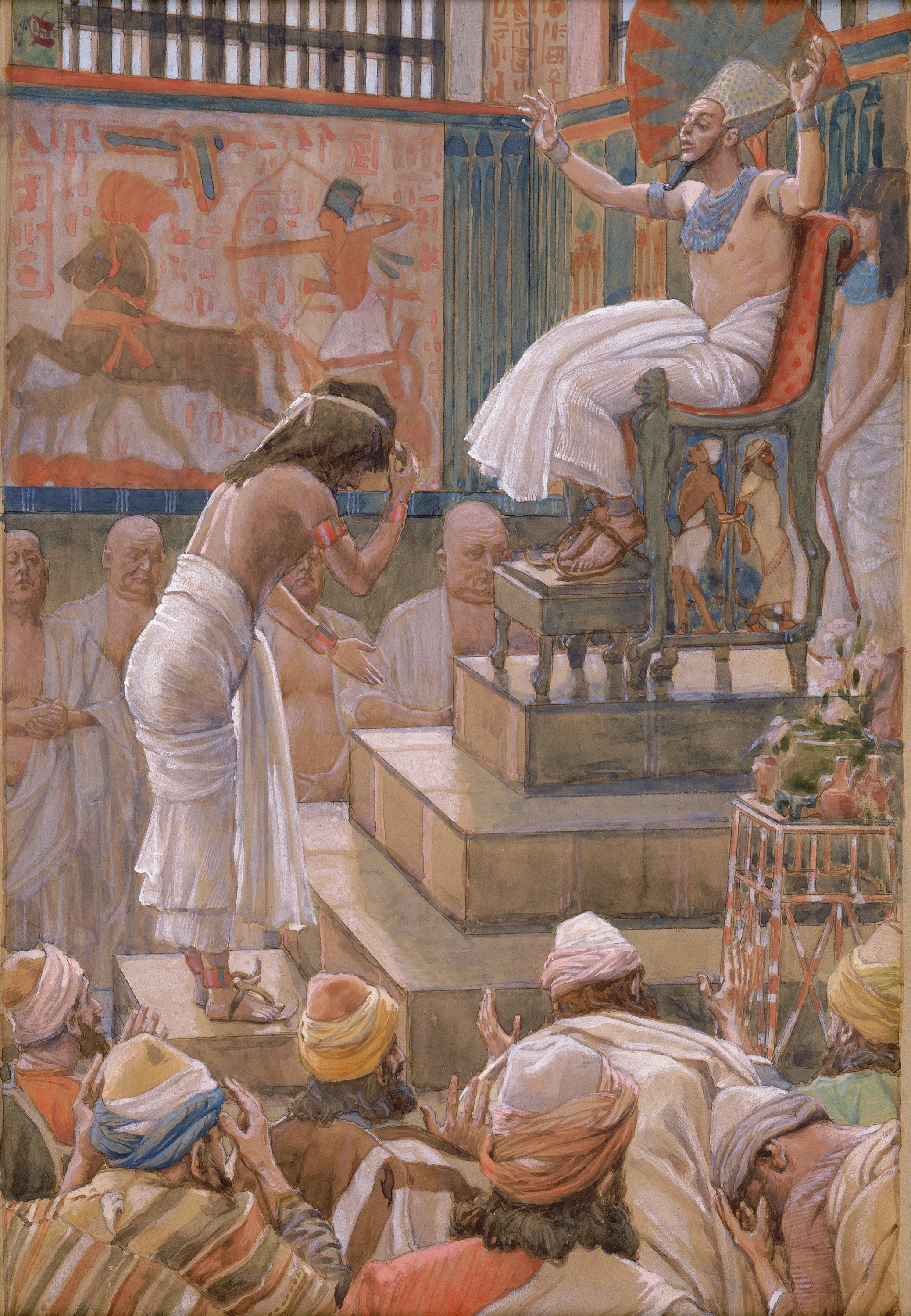
바로의 환영을 받는 이스라엘의 가족. 제임스 티소 (c. 1900)

야곱은 요셉이 애굽(지금의 이집트)으로 팔려가게 될 때 열 한명의 아들이 있었다. 요셉은 야곱이 노년에 얻은 아들이므로 아끼고 사랑해서, 다른 형제들과는 달리 예쁜 색깔이 있는 옷을 입혔다. 이런 야곱의 사랑이 형제들의 질투를 사게 되었는데, 더구나, 요셉이 형제들이 자신에게 복종하는 꿈을 꾸고 자랑스럽게 이야기하자 형제들이 그를 죽일 생각까지 하게 된다. 그러다가 형제들에 의해서 애굽으로 팔려가 종이 되었다. 그러다가 요셉이 우여곡절 끝에 애굽의 총리가 되었고, 칠년간의 풍년 후에 칠년간의 흉년이 있을 것을 알고 흉년을 대비하게 된다. 가나안에서 흉년을 맞이한 야곱은 애굽에 식량이 있음을 알고 자식들을 애굽으로 보내어 식량을 사오라고 한다. 이런 과정 중 요셉이 살아 있음을 알게 된 야곱은 모든 가산을 정리해서 애굽으로 가서 정착하게 된다. 애굽왕 바로는 요셉의 가족을 기쁘게 받아 들이고, 이들은 애굽의 고센 지역 목초지에 거주하게 된다. 이 과정에서 야곱은 바로와 만나게 되고, 왕의 짐승을 기를 수 있도록 배려 받는다. 야곱은 바로를 축복하고 애굽은 국가의 재산으로 요셉의 가족을 먹여살리게 되었다. 이 때가 야곱이 130세 시절이었다.

### 야곱이 죽게 됨
147세가 되자, 야곱은 죽을 것을 알고 요셉을 불러 자신의 시체를 가나안 땅에 장사하라고 유언한다. 야곱은 죽기 전에 요셉의 두 아들을 불러서 다른 손자들과 다르게 아들의 지위로 축복을 주었다. 그리고, 모든 아들들을 불러 각 아들들에 대하여 축복하였다. 그리고, 조부모 아브라함 부부와 부모 이삭 부부가 장사된 곳에 자신을 장사해 달라고 유언한다. 이에 요셉이 야곱을 유언대로 장사했다.

## 야곱의 아들들
야곱의 아들은 총 12명이며 아래의 번호는 출생 순서다. 이들은 나중에 이스라엘 열두지파가 된다.
1. 르우벤 - '보라, 아들이라'
2. 시므온 - '들으심'
3. 레위 - '연합함'
4. 유다 - '찬송함'
5. 단 - '심판함, 판단함'
6. 납달리 - '경쟁함'
7. 갓 - '행운'
8. 아셀 - '복됨'
9. 잇사갈 - '값을 치름'
10. 스불론 - '큰 영화'
11. 요셉 - '더함'
12. 베냐민 - '오른손의 아들'

1 ~ 4와 9 ~ 10은 레아의 아들, 5 ~ 6은 라헬의 여종인 빌하의 아들, 7 ~ 8은 레아의 여종인 실바의 아들, 11 ~ 12는 라헬의 아들이다.

## 가계도
|      |      |      |      |      |      |      |      |          |          |          |          |               |               |               |               | 데라          |               |      |      |      |      |                                                                    |                                                                    |                                                                    |                                                                    |                                                                    |                                                                    |  |  |               |               |               |               |               |               |      |      |                 |                 |                 |                 |                 |                 |      |      |                     |                     |                     |                     |                     |                     |         |         |         |         |  |  |
|      |      |      |      |      |      |      |      |          |          |          |          |               |               |               |               |               |               |      |      |      |      |                                                                    |                                                                    |                                                                    |                                                                    |                                                                    |                                                                    |  |  |               |               |               |               |               |               |      |      |                 |                 |                 |                 |                 |                 |      |      |                     |                     |                     |                     |                     |                     |         |         |         |         |  |  |
|      |      |      |      |      |      |      |      |          |          |          |          |               |               |               |               |               |               |      |      |      |      |                                                                    |                                                                    |                                                                    |                                                                    |                                                                    |                                                                    |  |  |               |               |               |               |               |               |      |      |                 |                 |                 |                 |                 |                 |      |      |                     |                     |                     |                     |                     |                     |         |         |         |         |  |  |
| 사라 | 사라 | 사라 | 사라 | 사라 | 사라 |      |      | 아브라함 | 아브라함 | 아브라함 | 아브라함 | 아브라함      | 아브라함      |               |               | 하갈          | 하갈          | 하갈 | 하갈 | 하갈 | 하갈 |                                                                    |                                                                    |                                                                    |                                                                    |                                                                    |                                                                    |  |  |               |               |               |               |               |               |      |      |                 |                 |                 |                 | 하란            | 하란            | 하란 | 하란 | 하란                | 하란                |                     |                     |                     |                     |         |         |         |         |  |  |
| 사라 | 사라 | 사라 | 사라 | 사라 | 사라 |      |      | 아브라함 | 아브라함 | 아브라함 | 아브라함 | 아브라함      | 아브라함      |               |               | 하갈          | 하갈          | 하갈 | 하갈 | 하갈 | 하갈 |                                                                    |                                                                    |                                                                    |                                                                    |                                                                    |                                                                    |  |  |               |               |               |               |               |               |      |      |                 |                 |                 |                 | 하란            | 하란            | 하란 | 하란 | 하란                | 하란                |                     |                     |                     |                     |         |         |         |         |  |  |
|      |      |      |      |      |      |      |      |          |          |          |          |               |               |               |               |               |               |      |      |      |      |                                                                    |                                                                    | 나홀                                                               |                                                                    |                                                                    |                                                                    |  |  |               |               |               |               |               |               |      |      |                 |                 |                 |                 |                 |                 |      |      |                     |                     |                     |                     |                     |                     |         |         |         |         |  |  |
|      |      |      |      |      |      |      |      |          |          |          |          |               |               |               |               |               |               |      |      |      |      |                                                                    |                                                                    |                                                                    |                                                                    |                                                                    |                                                                    |  |  |               |               |               |               |               |               |      |      |                 |                 |                 |                 |                 |                 |      |      |                     |                     |                     |                     |                     |                     |         |         |         |         |  |  |
|      |      |      |      |      |      |      |      |          |          |          |          | 이스마엘      | 이스마엘      | 이스마엘      | 이스마엘      | 이스마엘      | 이스마엘      |      |      |      |      |                                                                    |                                                                    |                                                                    |                                                                    |                                                                    |                                                                    |  |  |               |               |               |               | 밀가          | 밀가          | 밀가 | 밀가 | 밀가            | 밀가            |                 |                 | 롯              | 롯              | 롯   | 롯   | 롯                  | 롯                  |                     |                     | 이스가              | 이스가              | 이스가  | 이스가  | 이스가  | 이스가  |  |  |
|      |      |      |      |      |      |      |      |          |          |          |          | 이스마엘      | 이스마엘      | 이스마엘      | 이스마엘      | 이스마엘      | 이스마엘      |      |      |      |      |                                                                    |                                                                    |                                                                    |                                                                    |                                                                    |                                                                    |  |  |               |               |               |               | 밀가          | 밀가          | 밀가 | 밀가 | 밀가            | 밀가            |                 |                 | 롯              | 롯              | 롯   | 롯   | 롯                  | 롯                  |                     |                     | 이스가              | 이스가              | 이스가  | 이스가  | 이스가  | 이스가  |  |  |
|      |      |      |      |      |      |      |      |          |          |          |          |               |               |               |               |               |               |      |      |      |      |                                                                    |                                                                    |                                                                    |                                                                    |                                                                    |                                                                    |  |  |               |               |               |               |               |               |      |      |                 |                 |                 |                 |                 |                 |      |      |                     |                     |                     |                     |                     |                     |         |         |         |         |  |  |
|      |      |      |      |      |      |      |      |          |          |          |          |               |               |               |               |               |               |      |      |      |      |                                                                    |                                                                    |                                                                    |                                                                    |                                                                    |                                                                    |  |  |               |               |               |               |               |               |      |      |                 |                 |                 |                 |                 |                 |      |      |                     |                     |                     |                     |                     |                     |         |         |         |         |  |  |
|      |      |      |      |      |      |      |      |          |          |          |          | 이스마엘 부족 | 이스마엘 부족 | 이스마엘 부족 | 이스마엘 부족 | 이스마엘 부족 | 이스마엘 부족 |      |      |      |      | 7 아들                                                             | 7 아들                                                             | 7 아들                                                             | 7 아들                                                             | 7 아들                                                             | 7 아들                                                             |  |  | 브두엘        | 브두엘        | 브두엘        | 브두엘        | 브두엘        | 브두엘        |      |      | 첫째 딸         | 첫째 딸         | 첫째 딸         | 첫째 딸         | 첫째 딸         | 첫째 딸         |      |      |                     |                     |                     |                     | 둘째 딸             | 둘째 딸             | 둘째 딸 | 둘째 딸 | 둘째 딸 | 둘째 딸 |  |  |
|      |      |      |      |      |      |      |      |          |          |          |          | 이스마엘 부족 | 이스마엘 부족 | 이스마엘 부족 | 이스마엘 부족 | 이스마엘 부족 | 이스마엘 부족 |      |      |      |      | 7 아들                                                             | 7 아들                                                             | 7 아들                                                             | 7 아들                                                             | 7 아들                                                             | 7 아들                                                             |  |  | 브두엘        | 브두엘        | 브두엘        | 브두엘        | 브두엘        | 브두엘        |      |      | 첫째 딸         | 첫째 딸         | 첫째 딸         | 첫째 딸         | 첫째 딸         | 첫째 딸         |      |      |                     |                     |                     |                     | 둘째 딸             | 둘째 딸             | 둘째 딸 | 둘째 딸 | 둘째 딸 | 둘째 딸 |  |  |
|      |      |      |      |      |      |      |      |          |          |          |          |               |               |               |               |               |               |      |      |      |      |                                                                    |                                                                    |                                                                    |                                                                    |                                                                    |                                                                    |  |  |               |               |               |               |               |               |      |      |                 |                 |                 |                 |                 |                 |      |      |                     |                     |                     |                     |                     |                     |         |         |         |         |  |  |
|      |      |      |      |      |      |      |      |          |          |          |          |               |               |               |               |               |               |      |      |      |      |                                                                    |                                                                    |                                                                    |                                                                    |                                                                    |                                                                    |  |  |               |               |               |               |               |               |      |      |                 |                 |                 |                 |                 |                 |      |      |                     |                     |                     |                     |                     |                     |         |         |         |         |  |  |
|      |      | 이삭 | 이삭 | 이삭 | 이삭 | 이삭 | 이삭 |          |          | 리브가   | 리브가   | 리브가        | 리브가        | 리브가        | 리브가        |               |               |      |      |      |      |                                                                    |                                                                    |                                                                    |                                                                    |                                                                    |                                                                    |  |  |               |               | 라반          | 라반          | 라반          | 라반          | 라반 | 라반 |                 |                 | 모압            | 모압            | 모압            | 모압            | 모압 | 모압 |                     |                     | 암몬인              | 암몬인              | 암몬인              | 암몬인              | 암몬인  | 암몬인  |         |         |  |  |
|      |      | 이삭 | 이삭 | 이삭 | 이삭 | 이삭 | 이삭 |          |          | 리브가   | 리브가   | 리브가        | 리브가        | 리브가        | 리브가        |               |               |      |      |      |      |                                                                    |                                                                    |                                                                    |                                                                    |                                                                    |                                                                    |  |  |               |               | 라반          | 라반          | 라반          | 라반          | 라반 | 라반 |                 |                 | 모압            | 모압            | 모압            | 모압            | 모압 | 모압 |                     |                     | 암몬인              | 암몬인              | 암몬인              | 암몬인              | 암몬인  | 암몬인  |         |         |  |  |
|      |      |      |      |      |      |      |      |          |          |          |          |               |               |               |               |               |               |      |      |      |      |                                                                    |                                                                    |                                                                    |                                                                    |                                                                    |                                                                    |  |  |               |               |               |               |               |               |      |      |                 |                 |                 |                 |                 |                 |      |      |                     |                     |                     |                     |                     |                     |         |         |         |         |  |  |
|      |      |      |      |      |      |      |      |          |          |          |          |               |               |               |               |               |               |      |      |      |      |                                                                    |                                                                    |                                                                    |                                                                    |                                                                    |                                                                    |  |  |               |               |               |               |               |               |      |      |                 |                 |                 |                 |                 |                 |      |      |                     |                     |                     |                     |                     |                     |         |         |         |         |  |  |
|      |      | 에서 | 에서 | 에서 | 에서 | 에서 | 에서 |          |          | 야곱     | 야곱     | 야곱          | 야곱          | 야곱          | 야곱          |               |               |      |      |      |      |                                                                    |                                                                    |                                                                    |                                                                    |                                                                    |                                                                    |  |  |               |               |               |               |               |               |      |      |                 |                 |                 |                 |                 |                 |      |      |                     |                     |                     |                     | 라헬                | 라헬                | 라헬    | 라헬    | 라헬    | 라헬    |  |  |
|      |      | 에서 | 에서 | 에서 | 에서 | 에서 | 에서 |          |          | 야곱     | 야곱     | 야곱          | 야곱          | 야곱          | 야곱          |               |               |      |      |      |      |                                                                    |                                                                    |                                                                    |                                                                    |                                                                    |                                                                    |  |  |               |               |               |               |               |               |      |      |                 |                 |                 |                 |                 |                 |      |      |                     |                     |                     |                     | 라헬                | 라헬                | 라헬    | 라헬    | 라헬    | 라헬    |  |  |
|      |      |      |      |      |      |      |      |          |          |          |          |               |               |               |               |               |               |      |      |      |      |                                                                    |                                                                    |                                                                    |                                                                    |                                                                    |                                                                    |  |  |               |               |               |               |               |               |      |      |                 |                 |                 |                 | 빌하            |                 |      |      |                     |                     |                     |                     |                     |                     |         |         |         |         |  |  |
|      |      |      |      |      |      |      |      |          |          |          |          |               |               |               |               |               |               |      |      |      |      |                                                                    |                                                                    |                                                                    |                                                                    |                                                                    |                                                                    |  |  |               |               |               |               |               |               |      |      |                 |                 |                 |                 |                 |                 |      |      |                     |                     |                     |                     |                     |                     |         |         |         |         |  |  |
|      |      | 에돔 | 에돔 | 에돔 | 에돔 | 에돔 | 에돔 |          |          |          |          |               |               |               |               |               |               |      |      |      |      |                                                                    |                                                                    |                                                                    |                                                                    |                                                                    |                                                                    |  |  |               |               |               |               | 실바          | 실바          | 실바 | 실바 | 실바            | 실바            |                 |                 |                 |                 |      |      |                     |                     |                     |                     |                     |                     |         |         |         |         |  |  |
|      |      |      | 에돔 | 에돔 | 에돔 | 에돔 | 에돔 |          |          |          |          |               |               |               |               |               |               |      |      |      |      |                                                                    |                                                                    |                                                                    |                                                                    |                                                                    |                                                                    |  |  |               |               |               |               | 실바          | 실바          | 실바 | 실바 | 실바            | 실바            |                 |                 |                 |                 |      |      |                     |                     |                     |                     |                     |                     |         |         |         |         |  |  |
|      |      |      |      |      |      |      |      |          |          |          |          |               |               |               |               |               |               |      |      |      |      |                                                                    |                                                                    |                                                                    |                                                                    | 레아                                                               |                                                                    |  |  |               |               |               |               |               |               |      |      |                 |                 |                 |                 |                 |                 |      |      |                     |                     |                     |                     |                     |                     |         |         |         |         |  |  |
|      |      |      |      |      |      |      |      |          |          |          |          |               |               |               |               |               |               |      |      |      |      |                                                                    |                                                                    |                                                                    |                                                                    |                                                                    |                                                                    |  |  |               |               |               |               |               |               |      |      |                 |                 |                 |                 |                 |                 |      |      |                     |                     |                     |                     |                     |                     |         |         |         |         |  |  |
|      |      |      |      |      |      |      |      |          |          |          |          |               |               |               |               |               |               |      |      |      |      |                                                                    |                                                                    |                                                                    |                                                                    |                                                                    |                                                                    |  |  |               |               |               |               |               |               |      |      |                 |                 |                 |                 |                 |                 |      |      |                     |                     |                     |                     |                     |                     |         |         |         |         |  |  |
|      |      |      |      |      |      |      |      |          |          |          |          |               |               |               |               |               |               |      |      |      |      | 1. 르우벤 2. 시므온 3. 레위 4. 유다 9. 잇사갈 10. 스불론 디나 (딸) | 1. 르우벤 2. 시므온 3. 레위 4. 유다 9. 잇사갈 10. 스불론 디나 (딸) | 1. 르우벤 2. 시므온 3. 레위 4. 유다 9. 잇사갈 10. 스불론 디나 (딸) | 1. 르우벤 2. 시므온 3. 레위 4. 유다 9. 잇사갈 10. 스불론 디나 (딸) | 1. 르우벤 2. 시므온 3. 레위 4. 유다 9. 잇사갈 10. 스불론 디나 (딸) | 1. 르우벤 2. 시므온 3. 레위 4. 유다 9. 잇사갈 10. 스불론 디나 (딸) |  |  | 7. 갓 8. 아셀 | 7. 갓 8. 아셀 | 7. 갓 8. 아셀 | 7. 갓 8. 아셀 | 7. 갓 8. 아셀 | 7. 갓 8. 아셀 |      |      | 5. 단 6. 납달리 | 5. 단 6. 납달리 | 5. 단 6. 납달리 | 5. 단 6. 납달리 | 5. 단 6. 납달리 | 5. 단 6. 납달리 |      |      | 12. 요셉 13. 베냐민 | 12. 요셉 13. 베냐민 | 12. 요셉 13. 베냐민 | 12. 요셉 13. 베냐민 | 12. 요셉 13. 베냐민 | 12. 요셉 13. 베냐민 |         |         |         |         |  |  |

## 같이 보기
- 창조주의
- 족장설화
- 천사와 씨름하는 야곱
- 야곱의 사다리